# Oleksandrivský rajón (Kirovohradská oblast)
Oleksandrivský rajón (ukrajinsky Олександрівський район) byl rajón v Kirovohradské oblasti na Ukrajině. Hlavním městem byla Oleksandrivka a rajón měl přibližně 26 tisíc obyvatel. 

## Sídla v rajónu
- Lisove
- Jelizavethradka
- Oleksandrivka